# Erica Wheeler
Erica Wheeler (née le 2 mai 1991) est une joueuse américaine de basket-ball. 

## Biographie
Issue d'une famille très modeste, elle perd sa mère pendant son cursus universitaire. Elle n'est pas draftée à sa sortie de Rutgers en 2013 (Honorable Mention All-Big East avec 10,5 points avec 35,4 % à trois points) où elle inscrit 1 027 points, ses 157 tirs primés sont le 5e total de l'histoire de Rutgers. Elle fait ses débuts professionnels à Porto Rico à Ponce, en Turquie à Mersin puis au Brésil à Recife (16,6 points, 4,7 rebonds et 4,4 passes décisives) puis est signée le 25 mai 2015 par le Dream d'Atlanta. 
Parallèlement, elle joue à l'étranger Mersin Kurtulus (D2), le deuxième club de Mersin, puis Sports Recife, au Brésil.
Laissée libre, elle est signée en février 2016 par le Fever de l'Indiana, où elle réussit un bon début de saison 2016 avec notamment 18 points inscrits et 7 passes décisives face au Dream d'Atlanta le 29 mai 2016. Elle signe alors pour un club d'Euroligue, Salamanque.
Lors de la saison WNBA 2017, elle réussit un record de 33 points à 12 tirs réussis sur le 18 le 8 août 2017 lors d'une défaite face au Liberty de New York.
Pour 2017-2018, elle joue en Turquie avec Besiktas.
Lors de la saison WNBA 2019, elle obtient sa première sélection pour un WNBA All-Star Game. Avec déjà 18 points à la mi-temps, puis 25 points, 4 rebonds et 7 passes décisives  à la fin de la rencontre avec un record égalé de 7 paniers à trois points réussis (sur 13 tentatives), dont le dernier à 22 secondes de la fin de la rencontre pour sceller la victoire de son équipe, elle est élue meilleure joueuse de la rencontre, alors que son nom avait été omis de la draft WNBA 2013. Elle est la cinquième joueuse non draftée à participer à un All-Star Game et la seule d'entre elles à remporter la trophée de MVP.
Début 2022, elle est envoyée au Dream d'Atlanta dans un échange impliquant le départ de Chennedy Carter aux Sparks de Los Angeles.

## Distinctions personnelles
- Sélection au WNBA All-Star Game 2019[10].
- Meilleure joueuse du WNBA All-Star Game 2019[2].